# Jack S. Kilby
Jack St. Clair Kilby (født 8. november 1923, død 20. juni 2005) var en nobelprismodtager i fysik i 2000 for sin opfindelse af det integrerede kredsløb på en mikrochip i 1958, mens han arbejdede for Texas Instruments (TI). Han er også opfinderen af den håndholdte elektroniske regnemaskine (lommeregneren) og den termiske printer.